# Rosedale, Mississippi
Rosedale är en av två administrativa huvudorter i Bolivar County i Mississippi. Den andra huvudorten är Cleveland. Vid 2010 års folkräkning hade Rosedale 1 873 invånare.